# Celtic Land of Oz
Celtic Land of Oz es el sexto álbum  recopilatorio de la banda Mägo de Oz. 
Este recopilatorio es una versión más sencilla del álbum recopilatorio Celtic Land, conteniendo únicamente el primer disco de este último, siendo estas las versiones en inglés.
Contiene versiones en inglés de algunas de sus canciones más representativas y cuentan con la colaboración de artistas como Korpiklaani, Eric Martin, To/Die/For y Elvenking.
Las letras en inglés fueron traducidas y adaptadas desde el español por Patricia Tapia, bajo la supervisión de Txus y Yolanda Blazquez.

## Lista de canciones
| N.º | Título                                                                                           | Intérpretes                                                         | Duración |  |
| 1.  | «The black book» («El libro de las sombras» de Hechizos, pócimas y brujería)                     | Ralf Scheepers (Primal Fear), Javier Domínguez "Zeta"               | 5:35     |  |
| 2.  | «Celtic Land» («H2Oz» de Hechizos, pócimas y brujería)                                           | Jonne Järvelä (Korpiklaani), Javier Domínguez "Zeta"                | 3:54     |  |
| 3.  | «Pagan party» («Fiesta pagana» de Finisterra)                                                    | Javier Domínguez "Zeta"                                             | 5:07     |  |
| 4.  | «Vodka 'n' roll» («Vodka 'n' roll» de Gaia III: Atlantia)                                        | Elvenking, Javier Domínguez "Zeta"                                  | 3:38     |  |
| 5.  | «Find your love» («Sácale brillo a una pena» de Hechizos, pócimas y brujería)                    | Göran Edman, Javier Domínguez "Zeta"                                | 4:30     |  |
| 6.  | «Satanael» («Satanael» de Hechizos, pócimas y brujería)                                          | Paul Shortino (King Kobra, ex-Rought Cutt), Javier Domínguez "Zeta" | 5:42     |  |
| 7.  | «I believe» («Creo (La voz dormida - Parte II)» de Gaia II: La voz dormida)                      | Darren Wharton (ex-Dare, ex-Thin Lizzy)                             | 4:55     |  |
| 8.  | «Xanandra» («Xanandra» de Hechizos, pócimas y brujería)                                          | Eric Martin (Mr. Big), Javier Domínguez "Zeta"                      | 4:23     |  |
| 9.  | «Hymn 2.0» (Canción de Ultravox versionada como «Mañana empieza hoy» en Gaia II: La voz dormida) | Javier Domínguez "Zeta"                                             | 5:16     |  |
| 10. | «Diábulus in música» («Diábulus in música» de Gaia II: La voz dormida)                           | Jarno Perätalo (To/Die/For), Javier Domínguez "Zeta"                | 5:04     |  |
| 11. | «Love never dies (Tell me)» («Hechizos, pócimas y brujería» de Hechizos, pócimas y brujería)     | Danny Vaugh (Burning Kindom, Tyketto), Javier Domínguez "Zeta"      | 8:21     |  |